# Georges Mounin
Georges Mounin (* 20. Juni 1910 in Vieux-Rouen-sur-Bresle, Département Seine-Maritime; † 10. Januar 1993 in Béziers)  war ein französischer Linguist, Romanist, Italianist und Übersetzungswissenschaftler.

## Leben und Werk
Louis Julien Leboucher, alias Georges Mounin, wuchs in der Normandie auf und wurde Volksschullehrer in Frankreich und Ägypten. Von 1946 bis 1958 lehrte er an der Pädagogischen Hochschule Aix-en-Provence. Er habilitierte sich 1962 in Paris mit der Thèse Les Problèmes théoriques de la traduction (Paris 1963, 1976) und wurde Professor für Linguistik an der Universität Aix-en-Provence. Als Marxist war er vom italienischen Kommunismus beeinflusst. Er unterzeichnete das Manifest der 121.
Seit 1980 war er auswärtiges Mitglied der Königlich Niederländischen Akademie der Wissenschaften.

## Weitere Schriften
- Avez-vous lu Char? (= Les Essais. 22, ISSN 0768-4355). Gallimard, Paris 1946.
- Les Belles infidèles. Cahiers du Sud, Paris 1955.
- Machiavel (= Portraits de l’histoire. 13, ZDB-ID 1009279-1). Club français du livre, Paris 1958.
- Savonarole (= Portraits de l’histoire. 25). Club français du livre, Paris 1960.
- Poésie et société (= Collection SUP. Initiation philosophique. 54, ISSN 0446-2696). Presses Universitaires de France, Paris 1962.
- La Machine à traduire. Histoire des problèmes linguistiques (= Études sur le traitement automatique du langage. 2 = Ianua linguarum. Series minor. 32, ISSN 0075-3122). Mouton, Den Haag u. a. 1964.
- Lyrisme de Dante. Presses Universitaires de France, Paris 1964.
- Teoria e storia della traduzione. Giulio Einaudi editore, Torino 1965.
- Histoire de la linguistique. Des origines au XXe siècle (= Collection SUP. Le Linguiste. 4, ISSN 0459-4576). Presses Universitaires de France, Paris 1967.
- Clefs pour la linguistique. Seghers, Paris 1968, (deutsch: Schlüssel für die Linguistik. Aus dem Französischen übertragen und bearbeitet von Heidrun Pelz. Hoffmann und Campe, Hamburg 1978, ISBN 3-455-09231-4)
- als Herausgeber: Ferdinand de Saussure: Ou le structuralisme sans le savoir (= Philosophes de tous les temps. 43, ZDB-ID 418542-0). Présentation, choix de textes, bibliographie. Seghers, Paris 1968.
- La Communication poétique. Précédé de Avez-vous lu Char? Gallimard, Paris 1969.
- Introduction à la sémiologie. Les éditions de Minuit, Paris 1970, ISBN 2-7073-0018-7.
- Clefs pour la sémantique (= Collection Clefs. 16, ZDB-ID 198777-X). Seghers, Paris 1972.
- La Linguistique du XXe siècle	(= Collection SUP. Le Linguiste. 13). Presses Universitaires de France, Paris 1972.
- mit René Tissot, François Lhermitte, Gérard Dordain: L’Agrammatisme. Étude neuropsycholinguistique (= Dossiers de psychologie et de sciences humaines. 9). Dessart u. a., Brüssel u. a. 1973, ISBN 2-87009-006-4.
- als Herausgeber: Dictionnaire de la linguistique. Presses Universitaires de France, Paris 1974.
- La langue française. = Clefs pour la langue française (= Collection Clefs. 45). Seghers, Paris 1975.
- Linguistique et philosophie (= Collection SUP. Initiation philosophique. 116). Presses Universitaires de France, Paris 1975.
- Linguistique et traduction (= Psychologie et sciences humaines. 60). Dessart et Mardaga, Brüssel 1976, ISBN 2-87009-064-1.
- mit Daniel Leflem, Jean Darbelnet: Linguistique et littérature. Presses de l’Université Laval, Québec 1976.
- La Littérature et ses technocraties. Casterman, Paris 1978, ISBN 2-203-23163-7.
- Camarade poète. 2 Bände (Bd 1: Plaisir au poème. Bd. 2: Portrait de mes lectures.). Galilée & Oswald, Paris 1979, ISBN 2-7186-0123-X (Bd. 1), ISBN 2-7186-0136-1 (Bd. 2).
- Franck Venaille (= Poètes d’aujourd’hui. 245). Seghers, Paris 1982, ISBN 2-221-00895-2.
- Übersetzung aus dem Italienischen: Umberto Saba: Trente poèmes. L’apprentypographe, Harnoncourt 1986.
- Sept poètes et le langage. Stéphane Mallarmé, Paul Valéry, André Breton, Paul Éluard, Francis Ponge, René Char, Victor Hugo (= Collection Tel. 200). Gallimard, Paris 1992, ISBN 2-07-072556-1.
- Travaux pratiques de sémiologie générale (= Collection Theoria. 3). Textes réunis et publiés par Alain Baudot et Claude Tatilon. Gref, Toronto 1994, ISBN 0-921916-17-5.